# Persone di nome Andrej/Calciatori
| Questa pagina contiene informazioni ricavate automaticamente dalle voci biografiche con l'ausilio del template Bio e di un bot. L'aggiornamento è periodico e automatico e ricostruisce completamente la pagina. Se manca una persona in questa lista, sei pregato di non aggiungerla, ma accertati piuttosto che la sua voce biografica contenga il template Bio e che i dati anagrafici siano correttamente compilati. Se il template Bio manca, inseriscilo tu stesso o, in alternativa, metti l'avviso {{tmp\|Bio}} che ne segnala la mancanza. Se i dati riportati sono sbagliati, correggi direttamente la voce biografica; le modifiche saranno visibili in questa lista entro pochi giorni. Per chiarimenti vedi il progetto antroponimi. La lista contiene solo le 59 persone che sono citate nell'enciclopedia e per le quali è stato implementato correttamente il template Bio. Pagina aggiornata al 16 ott 2024. |

Questa è una lista di persone presenti nell'enciclopedia che hanno il nome Andrej e sono calciatori.

## A(2)
- Andrej Akimov, calciatore russo (Nikolskoye, n. 1890 - † 1916)
- Andrej Aršavin, ex calciatore russo (Leningrado, n. 1981)

## B(2)
- Andrej Babčan, ex calciatore cecoslovacco (n. 1956)
- Andrej Bujvolov, calciatore russo (Balachna, n. 1987)

## E(2)
- Andrej Egoryčev, calciatore russo (Voronež, n. 1993)
- Andrej Eščenko, ex calciatore russo (Irkutsk, n. 1984)

## F(2)
- Andrej Fed'kov, ex calciatore russo (Rostov sul Don, n. 1971)
- Andrej Fábry, calciatore slovacco (Topoľčany, n. 1997)

## G(2)
- Andrej Gorbanec, ex calciatore russo (n. 1985)
- Andrej Gălăbinov, calciatore bulgaro (Sofia, n. 1988)

## H(2)
- Andrej Hesek, calciatore e giocatore di calcio a 5 slovacco (Bratislava, n. 1981)
- Andrej Hodek, calciatore slovacco (Bratislava, n. 1981)

## I(3)
- Andrej Ilić, calciatore serbo (Belgrado, n. 2000)
- Andrej Evgen'evič Ivanov, calciatore sovietico (Mosca, n. 1967 - Mosca, † 2009)
- Andrej Alekseevič Ivanov, ex calciatore russo (Mosca, n. 1988)

## K(12)
- Andrej Kadlec, calciatore slovacco (Ilava, n. 1996)
- Andrej Kalajčev, ex calciatore russo (Kaluga, n. 1963)
- Andrej Karjaka, ex calciatore russo (Dnipropetrovs'k, n. 1978)
- Andrej Kerić, calciatore croato (Vinkovci, n. 1986)
- Andrej Kobelev, ex calciatore e allenatore di calcio russo (Mosca, n. 1968)
- Andrej Kobenko, ex calciatore russo (Majkop, n. 1982)
- Andrej Kondrašov, ex calciatore sovietico (Leningrado, n. 1972)
- Andrej Kotnik, calciatore sloveno (Nova Gorica, n. 1995)
- Andrej Kozlov, ex calciatore russo (Brjansk, n. 1989)
- Andrej Kramarić, calciatore croato (Zagabria, n. 1991)
- Andrej Krivov, ex calciatore russo (Moršansk, n. 1976)
- Andrej Kvašňák, calciatore cecoslovacco (Košice, n. 1936 - Praga, † 2007)

## L(5)
- Andrej Langovič, calciatore russo (Rostov sul Don, n. 2003)
- Andrej Ljach, calciatore russo (Rostov sul Don, n. 1990)
- Andrej Lovás, calciatore slovacco (Ružomberok, n. 1991)
- Andrej Lukić, calciatore croato (Nova Gradiška, n. 1994)
- Andrej Lunëv, calciatore russo (Mosca, n. 1991)

## M(5)
- Andrej Malych, calciatore russo (Kirov, n. 1988)
- Andrej Mendel', calciatore russo (Krasnoselskoe, n. 1995)
- Andrej Moch, ex calciatore sovietico (Tomsk, n. 1965)
- Andrej Mrkela, ex calciatore serbo (Enschede, n. 1992)
- Andrej Murnin, ex calciatore russo (Saratov, n. 1985)

## P(5)
- Andrej Panjukov, calciatore russo (Mosca, n. 1994)
- Andrej Pazin, calciatore russo (Brjansk, n. 1986)
- Andrej Pečnik, ex calciatore sloveno (Dravograd, n. 1981)
- Andrej Porázik, ex calciatore slovacco (Bratislava, n. 1977)
- Andrej Prskalo, calciatore croato (Pola, n. 1987)

## R(1)
- Andrej Rendla, ex calciatore slovacco (Banská Bystrica, n. 1990)

## S(5)
- Andrej Sergeevič Semënov, calciatore russo (Mosca, n. 1989)
- Andrej Sinicyn, ex calciatore russo (Krasnokamensk, n. 1988)
- Andrej Solomatin, ex calciatore russo (Mosca, n. 1975)
- Andrej Stojčevski, calciatore macedone (Skopje, n. 2003)
- Andrej Suvorov, calciatore russo (n. 1888 - † 1917)

## V(2)
- Andrej Vasil'ev, calciatore russo (San Pietroburgo, n. 1992)
- Andrej Vasjanovič, calciatore russo (n. 1988)

## Z(1)
- Andrej Zazroev, calciatore sovietico (Tbilisi, n. 1925 - † 1987)

## Č(2)
- Andrej Čaušić, calciatore croato (Osijek, n. 1990)
- Andrej Čičkin, ex calciatore russo (n. 1977)

## Đ(2)
- Andrej Đokanović, calciatore bosniaco (Istočna Ilidža, n. 2001)
- Andrej Đurić, calciatore serbo (Belgrado, n. 2003)

## Š(3)
- Andrej Škurin, ex calciatore russo (Mosca, n. 1972)
- Andrej Šimunec, ex calciatore croato (Osijek, n. 1995)
- Andrej Šupka, ex calciatore slovacco (Trenčín, n. 1977)

## Ž(1)
- Andrej Željazkov, ex calciatore bulgaro (Radnevo, n. 1952)